# Ban Bí thư Ban Chấp hành Trung ương Đảng Cộng sản Liên Xô khóa XXII (1961–1966)
Ban Bí thư Ban Chấp hành Trung ương Đảng Cộng sản Liên Xô khóa XXII (1961–1966) được bầu tại Hội nghị Trung ương lần thứ nhất của Ban chấp hành Trung ương Đảng Cộng sản Liên Xô khóa XXII được tổ chức ngày 31/10/1961.

## Ủy viên
| Tên (sinh–mất)                  | Bắt đầu    | Kết thúc   | Thời gian       | Ghi chú |
| ------------------------------- | ---------- | ---------- | --------------- | --- |
| Nikita Khrushchev (1894–1971)   | 31/10/1961 | 14/10/1964 | 2 năm, 349 ngày | Bầu làm Bí thư thứ nhất tại Hội nghị lần thứ 1 và miễn nhiệm tại Hội nghị lần thứ 9.                              |
| Leonid Brezhnev (1906–1982)     | 21/6/1963  | 8/4/1966   | 4 năm, 159 ngày | Bầu Bí thư tại Hội nghị lần thứ 5 bầu làm Bí thư thứ 2, và bầu làm Bí thư thứ nhất tại Hội nghị lần thứ 9 (1964). |
| Yuri Andropov (1914–1984)       | 23/11/1962 | 8/4/1966   | 3 năm, 136 ngày | Bầu tại Hội nghị lần thứ 4.                                                                                       |
| Pyotr Demichev (1918–2000)      | 31/10/1961 | 8/4/1966   | 4 năm, 159 ngày | — |
| Leonid Ilyichev (1906–1990)     | 31/10/1961 | 26/3/1965  | 3 năm, 146 ngày | Miễn nhiệm tại Hội nghị lần thứ 11.                                                                               |
| Ivan Kapitonov (1915–2002)      | 6/12/1965  | 8/4/1966   | 123 ngày        | Bầu tại Hội nghị lần thứ 13.                                                                                      |
| Frol Kozlov (1908–1965)         | 31/10/1961 | 16/11/1964 | 3 năm, 16 ngày  | Bí thư thứ 2 Ban Bí thư (196-1963) Miễn nhiệm tại Hội nghị lần thứ 10.                                            |
| Fyodor Kulakov (1918–1978)      | 29/9/1965  | 8/4/1966   | 191 ngày        | Bầu tại Hội nghị lần thứ 12.                                                                                      |
| Otto Wille Kuusinen (1881–1964) | 31/10/1961 | 8/4/1966   | 4 năm, 159 ngày | — |
| Nikolai Podgorny (1881–1964)    | 21/6/1963  | 12/6/1965  | 2 năm, 168 ngày | Bầu tại Hội nghị lần thứ 5, Bí thư thứ 2 Ban Bí thư (1964-1965) Miễn nhiệm tại Hội nghị lần thứ 13 (1965).        |
| Boris Ponomarev (1905–1995)     | 31/10/1961 | 8/4/1966   | 4 năm, 159 ngày | — |
| Vasily Polyakov (1913–2003)     | 23/11/1962 | 16/11/1964 | 1 năm, 328 ngày | Bầu tại Hội nghị lần thứ 4, và miễn nhiệm tại Hội nghị toàn thể lần thứ 10.                                       |
| Aleksandr Rudakov (1910–1966)   | 23/11/1962 | 8/4/1966   | 3 năm, 136 ngày | Bầu tại Hội nghị lần thứ 4.                                                                                       |
| Alexander Shelepin (1918–1994)  | 31/10/1961 | 8/4/1966   | 4 năm, 159 ngày | — |
| Ivan Spiridonov (1905–1991)     | 31/10/1961 | 23/4/1962  | 174 ngày        | Miễn nhiệm tại Hội nghị lần thứ 3.                                                                                |
| Mikhail Suslov (1902–1982)      | 31/10/1961 | 8/4/1966   | 4 năm, 159 ngày | — |
| Vitaly Titov (1907–1980)        | 31/10/1961 | 29/9/1965  | 3 năm, 333 ngày | Miễn nhiệm tại Hội nghị lần thứ 12.                                                                               |
| Dmitriy Ustinov (1908–1984)     | 26/3/1965  | 8/4/1966   | 1 năm, 13 ngày  | Bầu tại Hội nghị lần thứ 11.                                                                                      |